# Notre-Dame la Brune (Aleyrac)

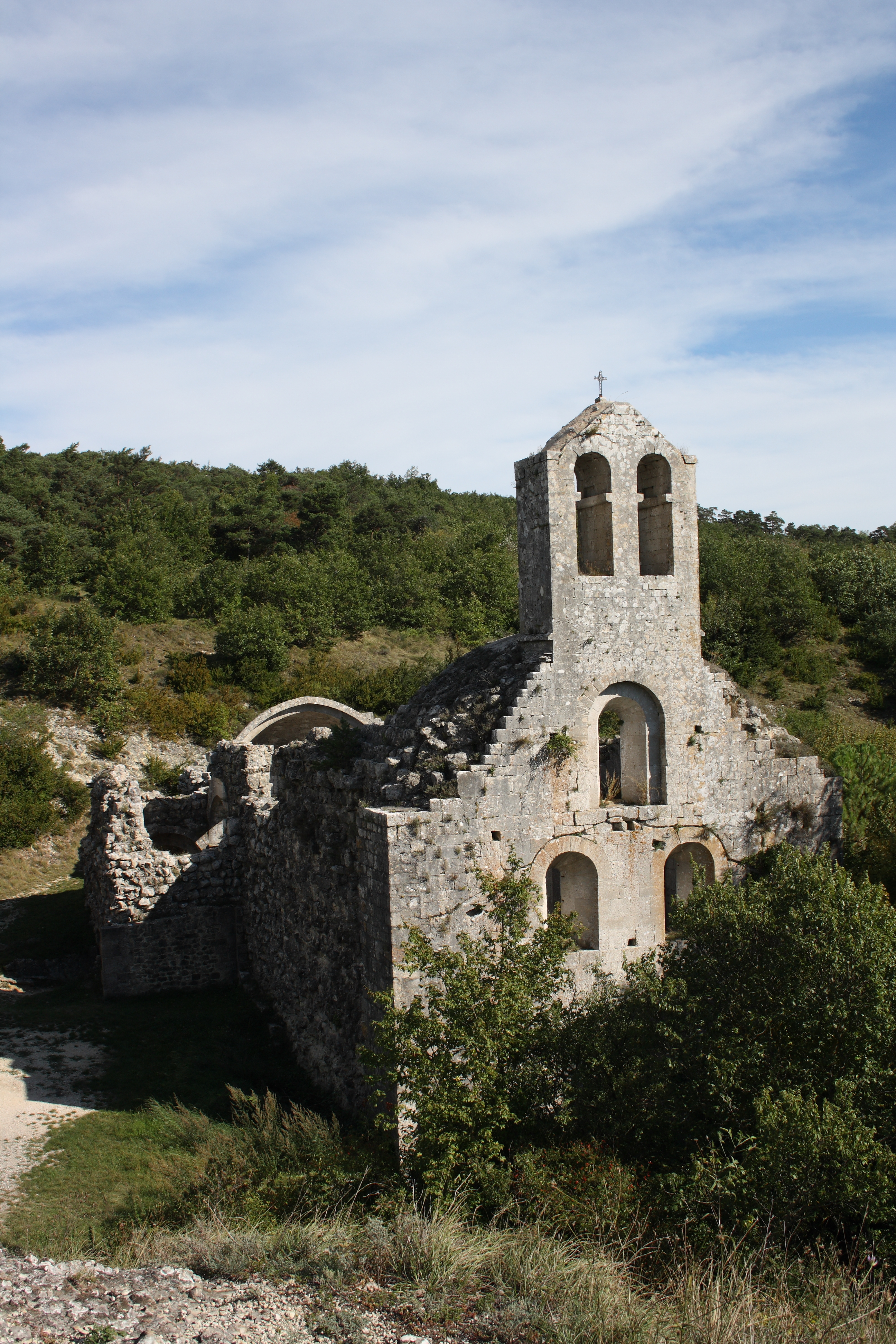
Kirche Notre-Dame

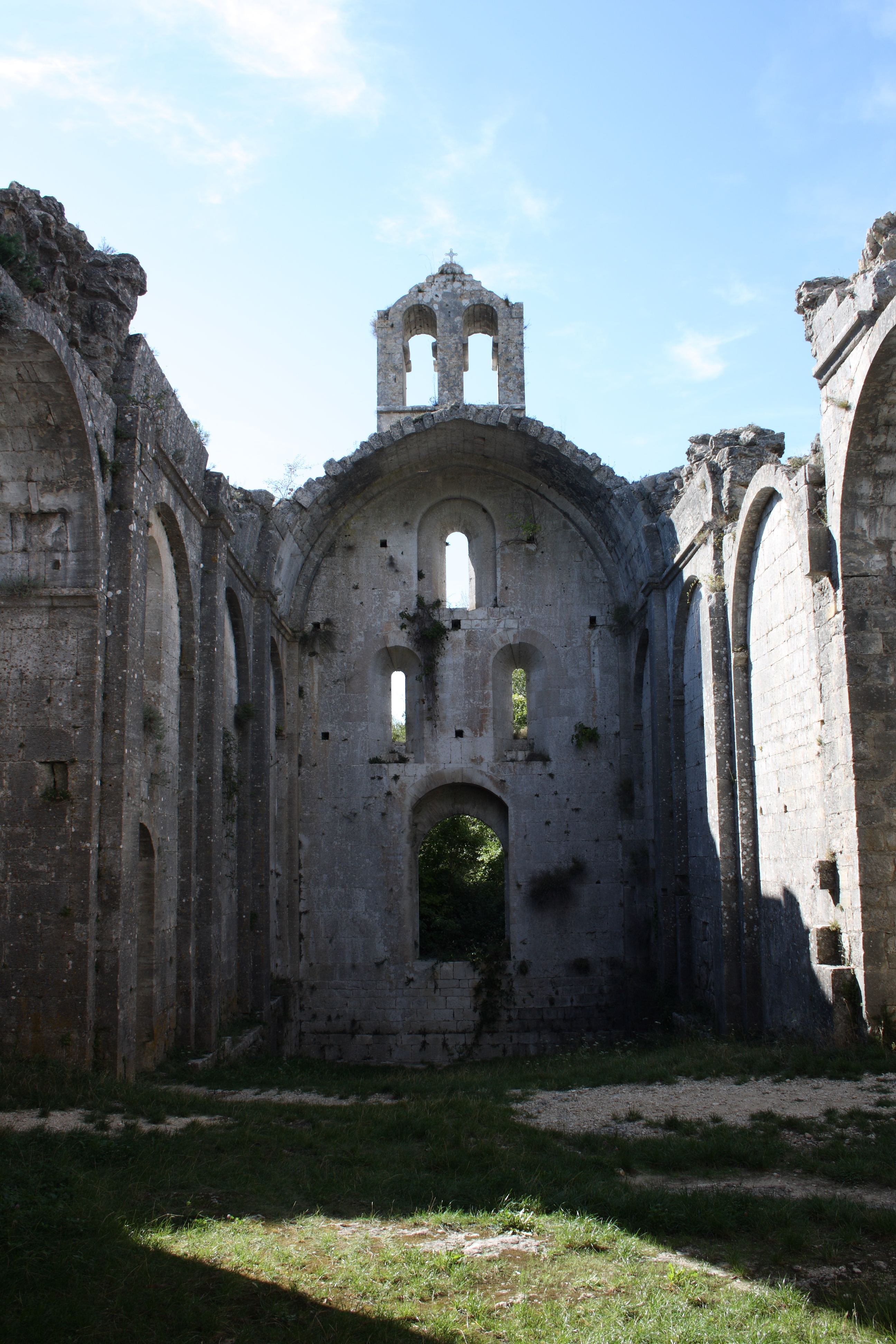
Innenansicht der Kirche

Die ehemalige Prioratskirche Notre-Dame la Brune in Aleyrac, einer französischen Gemeinde im Département Drôme in der Region Auvergne-Rhône-Alpes, wurde im 12. Jahrhundert errichtet. Die Ruinen sind seit 1905 als Baudenkmal (Monument historique) geschützt.

## Geschichte
Das Priorat Notre-Dame wurde 1105 erstmals urkundlich erwähnt. Es unterstand der Abtei Saint-Pierre-les-Nonnains in Lyon. 1295 lebten 13 Personen in dem Kloster und im Hundertjährigen Krieg, etwa um 1380, flohen die Nonnen nach Valréas und die Gebäude des Priorats wurden niedergebrannt. 1437 wurde das Priorat endgültig aufgelöst und seine Besitztümer dem Kollegiatstift Sainte-Croix in Montélimar übergeben, das 1528 die Seigneurie Aleyrac an den Herren von Grignan verkaufte. Bis ins 19. Jahrhundert wurde die Kirche als Pfarrkirche von Aleyrac genutzt und danach verfiel sie.

## Architektur
Die Kirche, die an einem Hang steht, ist an der Stelle einer als wundertätig beschriebenen Quelle errichtet worden. Die Quelle erreicht man durch den südlichen Ausgang, wo sie sich direkt unterhalb des westlichen Kirchenschiffs befindet.
Die sowohl innen als auch außen achteckige Apsis wird von einem leicht gebrochenen Tonnengewölbe gedeckt. Die Westfassade besitzt drei Fenster und ein rundbogiges Portal. Auf dem Dach sitzt ein Glockengiebel mit zwei Arkaden.